# اوچسنکوپ (مالبون)
اوچسنکوپ (به لاتین: Ochsenkopf) یک کوه در لیختن‌اشتاین است که در ننتسینگ واقع شده‌است. اوچسنکوپ ۲٬۲۸۶ متر بالاتر از سطح دریا واقع شده‌است.